# Список президентів Польщі
Цей список стосується президентів Польщі з часів Першої світової війни. Для списку історичних монархів Польщі від середньовіччя до 1795 р. Та 19-го і початку 20-го століття див. Правителі Польщі.

## Республіка Польща (1918–1939)

### Глава держави
| Портрет | Портрет | Ім'я (рік народження - рік смерті) | Початок терміну   | Кінець терміну | Політична партія   |
| ------- | ------- | ---------------------------------- | ----------------- | -------------- | ------------------ |
|         |         | Юзеф Пілсудський (1867–1935)       | 14 листопада 1918 | 11 грудня 1922 | Незалежний політик |

### Президенти республіки
| Портрет | Портрет | Ім'я (рік народження - рік смерті)                      | Початок терміну | Кінець терміну  | Політична партія                                                         |
| ------- | ------- | ------------------------------------------------------- | --------------- | --------------- | ------------------------------------------------------------------------ |
|         |         | Габрієль Нарутович (1865–1922)                          | 11 грудня 1922  | 16 грудня 1922  | Незалежний політик підтримувався Польською Народною Партією "Визволення" |
|         |         | Мацей Ратай (1884–1940) Acting President                | 16 грудня 1922  | 22 грудня 1922  | Polish People's Party "Piast"                                            |
|         |         | Станіслав Войцеховський (1869–1953)                     | 22 грудня 1922  | 14 травня 1926  | Polish People's Party "Piast"                                            |
|         |         | Мацей Ратай (1884–1940) Виконувач обов'язків Президента | 14 травня 1926  | 4 червня 1926   | Polish People's Party "Piast"                                            |
|         |         | Ігнацій Мосцицький (1867–1946)                          | 4 червня 1926   | 30 вересня 1939 | Санація (Польща)                                                         |

## Уряд Республіки Польща у вигнанні (1939–1990)
Після німецького завоювання Польщі польський емігрантський уряд формувався під захистом Франції та Британії. Президент Республіки та уряд у вигнанні визнавалися Сполученим Королівством, а пізніше і Сполученими Штатами до 6 липня 1945 року, коли західні союзники прийняли уряд, очолюваний комуністами та підтриманий Сталіним. Незважаючи на втрату визнання іншими урядами, уряд у вигнанні діяв у Лондоні до виборів Леха Валенси як Президента Республіки Польща у грудні 1990 року.
Єдиним міжнародно визнаним президентом вигнаного уряду був Владислав Рачкевич, який зайняв посаду після відставки Ігнація Мосцицького у вересні 1939 року.
| Портрет | Портрет | Ім'я (рік народження - рік смерті) | Початок терміну | Кінець терміну  | Політична партія   |
| ------- | ------- | ---------------------------------- | --------------- | --------------- | ------------------ |
|         |         | Владислав Рачкевич (1885–1947)     | 30 вересня 1939 | 6 червня 1947   | Незалежний політик |
|         |         | Август Залеський (1883–1972)       | 9 червня 1947   | 7 квітня 1972   | Незалежний політик |
|         |         | Станіслав Островський (1892–1982)  | 9 квітня 1972   | 24 березня 1979 | Незалежний політик |
|         |         | Едвард Рачинський (1891–1993)      | 8 квітня 1979   | 8 квітня 1986   | Незалежний політик |
|         |         | Казимєж Саббат (1913–1989)         | 8 квітня 1986   | 19 липня 1989   | Незалежний політик |
|         |         | Ришард Качоровський (1919–2010)    | 19 липня 1989   | 22 грудня 1990  | Незалежний політик |

## Народна Республіка Польща (1944–1989)

### Президент Президії Народної Ради
Польська Народна Республіка була заснована під радянським захистом 31 грудня 1944 року і визнана Сполученими Штатами та Великою Британією з 6 липня 1945 року.
| Портрет | Портрет | Ім'я (рік народження - рік смерті) | Початок терміну | Кінець терміну | Політична партія          |
| ------- | ------- | ---------------------------------- | --------------- | -------------- | ------------------------- |
|         |         | Болеслав Берут (1892–1956)         | 31 грудня 1944  | 5 лютого 1947  | Польська робітнича партія |

### Президент республіки
| Портрет | Портрет | Ім'я (рік народження - рік смерті) | Початок терміну | Кінець терміну    | Політична партія                                                |
| ------- | ------- | ---------------------------------- | --------------- | ----------------- | --------------------------------------------------------------- |
|         |         | Болеслав Берут (1892–1956)         | 5 лютого 1947   | 20 листопада 1952 | Польська робітнича партія / Польська об'єднана робітнича партія |

### Голова Державної ради
У липні  1952 року Конституція скасувала посаду президента і зробила Державну раду колективним главою держави, голови якої перераховані нижче.
| Портрет | Портрет | Ім'я (рік народження - рік смерті)      | Початок терміну   | Кінець терміну   | Політична партія                    |
| --- | ------- | --------------------------------------- | ----------------- | ---------------- | ----------------------------------- |
| |         | Александр Завадський (1899–1964)        | 20 листопада 1952 | 7 серпня 1964    | Польська об'єднана робітнича партія |
| Оскільки Александр Завадський помер під час терміну, відповідно до Конституції, віце-президенти Державної ради Едвард Охаб, Станіслав Кульчинський, Оскар Ланге та Болеслав Подведорні стали колегіально діючими главами держави. |         |                                         |                   |                  |                                     |
| |         | Едвард Охаб (1906–1989)                 | 12 серпня 1964    | 10 квітня 1968   | Польська об'єднана робітнича партія |
| |         | Мар'ян Спихальський (1906–1980)         | 10 квітня 1968    | 23 грудня 1970   | Польська об'єднана робітнича партія |
| |         | Юзеф Циранкевич (1911–1989)             | 23 грудня 1970    | 28 березня 1972  | Польська об'єднана робітнича партія |
| |         | Генрик Яблонський (політик) (1909–2003) | 28 березня 1972   | 6 листопада 1985 | Польська об'єднана робітнича партія |
| |         | Войцех Ярузельський (1923–2014)         | 6 листопада 1985  | 19 липня 1989    | Польська об'єднана робітнича партія |

### Президенти республіки
| Портрет | Портрет | Ім'я (рік народження - рік смерті) | Початок терміну | Кінець терміну | Політична партія                    |
| ------- | ------- | ---------------------------------- | --------------- | -------------- | ----------------------------------- |
|         |         | Войцех Ярузельський (1923–2014)    | 19 липня 1989   | 22 грудня 1990 | Польська об'єднана робітнича партія |

### Перші секретаріПольської об'єднананої робітничої партії
З 1954 голова партії також був головою Центрального Комітету:
| Портрет | Портрет | Ім'я (рік народження - рік смерті) | Початок терміну  | Кінець терміну   | Посада               |
| ------- | ------- | ---------------------------------- | ---------------- | ---------------- | -------------------- |
|         |         | Болеслав Берут (1892–1956)         | грудня 22, 1948  | березня 12, 1956 | Генеральний секретар |
|         |         | Едвард Охаб (1906–1989)            | березня 20, 1956 | жовтня 21, 1956  | Перший секретар      |
|         |         | Владислав Гомулка (1905–1982)      | жовтня 21, 1956  | грудня 20, 1970  | Перший секретар      |
|         |         | Едвард Ґерек (1913–2001)           | грудня 20, 1970  | вересня 6, 1980  | Перший секретар      |
|         |         | Станіслав Каня (нар. 1927)         | вересня 6, 1980  | жовтня 18, 1981  | Перший секретар      |
|         |         | Войцех Ярузельський (1923–2014)    | жовтня 18, 1981  | липня 29, 1989   | Перший секретар      |
|         |         | Мечислав Раковський (1926–2008)    | липня 29, 1989   | січня 29, 1990   | Перший секретар      |

## Республіка Польща (1989–наш час)

### Президенти республіки
| Портрет | Портрет        | Ім'я (рік народження - рік смерті)                                 | Початок терміну | Кінець терміну     | Політична партія                    |
| ------- | -------------- | ------------------------------------------------------------------ | --------------- | ------------------ | ----------------------------------- |
|         |                | Войцех Ярузельський (1923–2014)                                    | 19 липня 1989   | 22 грудня 1990     | Польська об'єднана робітнича партія |
|         |                | Лех Валенса (нар. 1943)                                            | 22 грудня 1990  | 22 грудня 1995     | Солідарність                        |
|         |                | Александр Квасневський (нар. 1954)                                 | 23 грудня 1995  | 23 грудня 2000     | Соціальна Демократія                |
|         | 23 грудня 2000 | Александр Квасневський (нар. 1954)                                 | 23 грудня 2005  | Незалежний політик |                                     |
|         |                | Лех Качинський (1949–2010)                                         | 23 грудня 2005  | 10 квітня 2010     | Право і справедливість              |
|         |                | Броніслав Коморовський (нар. 1952) Виконувач обов'язків Президента | 10 квітня 2010  | 8 липня 2010       | Громадянська платформа              |
|         |                | Богдан Борусевич (нар. 1949) Виконувач обов'язків Президента       | 8 липня 2010    | 8 липня 2010       | Громадянська платформа              |
|         |                | Ґжеґож Схетина (нар. 1963) Виконувач обов'язків Президента         | 8 липня 2010    | 6 серпня 2010      | Громадянська платформа              |
|         |                | Броніслав Коморовський (нар. 1952)                                 | 6 серпня 2010   | 6 серпня 2015      | Громадянська платформа              |
|         |                | Анджей Дуда (нар. 1972)                                            | 6 серпня 2015   | 6 серпня 2025      | Право і справедливість              |